# Chloroclystis tridentata
Đ m wikipedia
Chloroclystis tridentata là một loài bướm đêm trong họ Geometridae.